# Stanisław Kurland
Stanisław Salomon Kurland pseud. Korab, Józek, Krzemiński (ur. 17 marca (października?) 1917 prawdopodobnie w Wieluniu lub Częstochowie, zm. 26 sierpnia 1944 w Warszawie) – polski działacz komunistyczny, członek Sztabu Głównego i dowództwa Armii Ludowej podczas powstania warszawskiego w randze kapitana.

## Życiorys
Syn Moryca, kupca. Dzieciństwo i młodość spędził w Wieluniu, gdzie ukończył 6 klas gimnazjum. Następnie terminował w zawodzie ślusarza i uczył się na kursach dokształcających. W czasie nauki w gimnazjum 1934–1936 był sekretarzem Komitetu Miejskiego (KM) KZMP. Po przyjeździe do Warszawy w 1937 wraz z Janem Krasickim brał udział w organizowaniu Frontu Młodego Pokolenia. Czynny w KZMP do jego rozwiązania, następnie od maja 1938 zastępca, a od lutego 1939 sekretarz Warszawskiego Wydziału Młodzieży PPS.
Po wybuchu wojny we wrześniu 1939 udał się do Lwowa i rozpoczął studia polonistyczne i historyczne na uniwersytecie. Członek WKP(b). W czerwcu 1941 uczestniczył w obronie cywilnej Lwowa. Ranny, krótko przebywał w szpitalu, potem został ewakuowany do Taszkentu i tam kontynuował studia.
Po ukończeniu Szkoły Partyjnej Komitetu Wykonawczego Międzynarodówki Komunistycznej w Kusznarenkowie i specjalnego przeszkolenia wywiadowczego, został w sierpniu 1943 zrzucony na Polesiu wraz z radiostacją, a po krótkim pobycie w utworzonej tam przez Leona Kasmana bazie i dwumiesięcznej działalności na Lubelszczyźnie (używał tu ps. „Józek”) przybył w końcu października 1943 do Warszawy. Uczestniczył w pracach przygotowawczych do powołania KRN, a od stycznia 1944 był szefem nowo powołanego Oddziału VI (bezpieczeństwa) w Sztabie Głównym AL. Rozkazem z 5 lutego mianowany porucznikiem, a 31 marca awansowany na kapitana ze starszeństwem z 1 kwietnia.
W czasie powstania warszawskiego wchodził w skład ścisłego dowództwa powstańczego AL, jednocześnie dowodząc oddziałem Służby Bezpieczeństwa w sile kompanii na Starym Mieście. Zginął w zbombardowanej siedzibie dowództwa AL w kamienicy przy ul. Freta 16. Pośmiertnie mianowany podpułkownikiem i odznaczony Orderem Krzyża Grunwaldu II klasy.